# Uxantis notata
Uxantis notata är en insektsart som beskrevs av William Lucas Distant 1910. Uxantis notata ingår i släktet Uxantis och familjen Flatidae. Inga underarter finns listade i Catalogue of Life.